# Eleições legislativas de 2015 em Évora

## Resultados Oficiais
| Partido                 | Partido                                         | Votos  | %               | +/-   |
| ----------------------- | ----------------------------------------------- | ------ | --------------- | ----- |
|                         | Partido Socialista                              | 10 350 | 35,91 / 100,00  | 9,06  |
|                         | Portugal à Frente                               | 7 832  | 27,18 / 100,00  | 14,72 |
|                         | Coligação Democrática Unitária                  | 5 385  | 18,68 / 100,00  | 0,89  |
|                         | Bloco de Esquerda                               | 2 883  | 10,00 / 100,00  | 4,21  |
|                         | Partido Comunista dos Trabalhadores Portugueses | 329    | 1,14 / 100,00   | 0,38  |
|                         | Pessoas–Animais–Natureza                        | 323    | 1,12 / 100,00   | 0,24  |
|                         | Outros                                          | 819    | 2,84 / 100,00   |       |
| Votos Inválidos         | Votos Inválidos                                 | 899    | 3,12 / 100,00   | 0,44  |
| Total                   | Total                                           | 28 820 | 100,00 / 100,00 |       |
| Eleitorado/Participação | Eleitorado/Participação                         | 47 599 | 60,55 / 100,00  | 0,53  |

## Resultados por Freguesia
Os resultados seguintes referem-se aos partidos que obtiveram mais de 1,00% dos votos:
| Freguesia                                   | %     | %     | %     | %     | %    | %    | Votantes |
| Freguesia                                   | PS    | PÀF   | CDU   | BE    | PCTP | PAN  | Votantes |
| ------------------------------------------- | ----- | ----- | ----- | ----- | ---- | ---- | -------- |
| Bacelo e Senhora da Saúde                   | 35,77 | 28,21 | 16,98 | 10,76 | 1,03 | 1,16 | 9 312    |
| Canaviais                                   | 37,04 | 22,31 | 21,29 | 10,76 | 1,32 | 1,56 | 1 663    |
| Évora                                       | 33,59 | 34,97 | 14,13 | 9,06  | 1,02 | 1,34 | 2 837    |
| Malagueira e Horta das Figueiras            | 34,89 | 28,23 | 18,08 | 10,35 | 1,04 | 1,03 | 10 926   |
| N.S. da Tourega e N.S. de Guadalupe         | 38,25 | 15,61 | 30,88 | 8,42  | 2,11 | 0,18 | 570      |
| Nossa Senhora da Graça do Divor             | 30,58 | 10,79 | 43,88 | 6,83  | 1,80 | 1,80 | 278      |
| Nossa Senhora de Machede                    | 37,72 | 16,61 | 28,55 | 9,00  | 3,29 | 0,69 | 578      |
| São Sebastião da Giesteira e N.S. da Boa Fé | 39,83 | 19,50 | 27,56 | 7,06  | 0,84 | 1,18 | 595      |
| São Bento do Mato                           | 38,12 | 35,21 | 14,53 | 6,32  | 0,85 | 0,85 | 585      |
| São Manços e São Vicente do Pigeiro         | 49,79 | 17,45 | 18,31 | 5,72  | 1,29 | 1,43 | 699      |
| São Miguel de Machede                       | 33,49 | 16,63 | 27,33 | 12,76 | 2,05 | 1,14 | 439      |
| Torre de Coelheiros                         | 47,93 | 7,69  | 33,73 | 5,92  | 1,18 | 0,30 | 338      |
| Évora                                       | 35,91 | 27,18 | 18,68 | 10,00 | 1,14 | 1,12 | 28 820   |

#### Bacelo e Senhora da Saúde
| Partido                 | Partido                                         | Votos  | %               | +/-   |
| ----------------------- | ----------------------------------------------- | ------ | --------------- | ----- |
|                         | Partido Socialista                              | 3 331  | 35,77 / 100,00  | 9,21  |
|                         | Portugal à Frente                               | 2 627  | 28,21 / 100,00  | 16,10 |
|                         | Coligação Democrática Unitária                  | 1 581  | 16,98 / 100,00  | 1,37  |
|                         | Bloco de Esquerda                               | 1 002  | 10,76 / 100,00  | 5,13  |
|                         | Pessoas–Animais–Natureza                        | 108    | 1,16 / 100,00   | 0,25  |
|                         | Partido Comunista dos Trabalhadores Portugueses | 96     | 1,03 / 100,00   | 0,51  |
|                         | Outros                                          | 255    | 2,73 / 100,00   |       |
| Votos Inválidos         | Votos Inválidos                                 | 312    | 3,35 / 100,00   | 0,56  |
| Total                   | Total                                           | 9 312  | 100,00 / 100,00 |       |
| Eleitorado/Participação | Eleitorado/Participação                         | 15 511 | 60,03 / 100,00  | 1,07  |

#### Canaviais
| Partido                 | Partido                                         | Votos | %               | +/-   |
| ----------------------- | ----------------------------------------------- | ----- | --------------- | ----- |
|                         | Partido Socialista                              | 616   | 37,04 / 100,00  | 9,09  |
|                         | Portugal à Frente                               | 371   | 22,31 / 100,00  | 16,45 |
|                         | Coligação Democrática Unitária                  | 354   | 21,29 / 100,00  | 2,96  |
|                         | Bloco de Esquerda                               | 179   | 10,76 / 100,00  | 4,50  |
|                         | Pessoas–Animais–Natureza                        | 26    | 1,56 / 100,00   | 0,57  |
|                         | Partido Comunista dos Trabalhadores Portugueses | 22    | 1,32 / 100,00   | 0,06  |
|                         | Outros                                          | 46    | 2,76 / 100,00   |       |
| Votos Inválidos         | Votos Inválidos                                 | 49    | 2,94 / 100,00   | 1,21  |
| Total                   | Total                                           | 1 663 | 100,00 / 100,00 |       |
| Eleitorado/Participação | Eleitorado/Participação                         | 2 616 | 63,57 / 100,00  | 4,95  |

#### Évora
| Partido                 | Partido                                         | Votos | %               | +/-   |
| ----------------------- | ----------------------------------------------- | ----- | --------------- | ----- |
|                         | Portugal à Frente                               | 992   | 34,97 / 100,00  | 13,59 |
|                         | Partido Socialista                              | 953   | 33,59 / 100,00  | 8,71  |
|                         | Coligação Democrática Unitária                  | 401   | 14,13 / 100,00  | 0,66  |
|                         | Bloco de Esquerda                               | 257   | 9,06 / 100,00   | 3,65  |
|                         | Pessoas–Animais–Natureza                        | 38    | 1,34 / 100,00   | 0,42  |
|                         | Partido Comunista dos Trabalhadores Portugueses | 29    | 1,02 / 100,00   | 0,03  |
|                         | Outros                                          | 88    | 3,10 / 100,00   |       |
| Votos Inválidos         | Votos Inválidos                                 | 79    | 2,78 / 100,00   | 0,29  |
| Total                   | Total                                           | 2 837 | 100,00 / 100,00 |       |
| Eleitorado/Participação | Eleitorado/Participação                         | 4 727 | 60,02 / 100,00  | 0,61  |

#### Malagueira e Horta das Figueiras
| Partido                 | Partido                                         | Votos  | %               | +/-   |
| ----------------------- | ----------------------------------------------- | ------ | --------------- | ----- |
|                         | Partido Socialista                              | 3 812  | 34,89 / 100,00  | 9,82  |
|                         | Portugal à Frente                               | 3 084  | 28,23 / 100,00  | 15,60 |
|                         | Coligação Democrática Unitária                  | 1 975  | 18,08 / 100,00  | 1,04  |
|                         | Bloco de Esquerda                               | 1 131  | 10,35 / 100,00  | 4,15  |
|                         | Partido Comunista dos Trabalhadores Portugueses | 114    | 1,04 / 100,00   | 0,22  |
|                         | Pessoas–Animais–Natureza                        | 113    | 1,03 / 100,00   | 0,10  |
|                         | Outros                                          | 333    | 3,04 / 100,00   |       |
| Votos Inválidos         | Votos Inválidos                                 | 364    | 3,33 / 100,00   | 0,41  |
| Total                   | Total                                           | 10 926 | 100,00 / 100,00 |       |
| Eleitorado/Participação | Eleitorado/Participação                         | 18 305 | 59,69 / 100,00  | 0,34  |

#### N.S. da Tourega e N.S. de Guadalupe
| Partido                 | Partido                                         | Votos | %               | +/-   |
| ----------------------- | ----------------------------------------------- | ----- | --------------- | ----- |
|                         | Partido Socialista                              | 218   | 38,25 / 100,00  | 7,14  |
|                         | Coligação Democrática Unitária                  | 176   | 30,88 / 100,00  | 1,26  |
|                         | Portugal à Frente                               | 89    | 15,61 / 100,00  | 10,68 |
|                         | Bloco de Esquerda                               | 48    | 8,42 / 100,00   | 4,09  |
|                         | Partido Comunista dos Trabalhadores Portugueses | 12    | 2,11 / 100,00   | 1,88  |
|                         | Partido Democrático Republicano                 | 6     | 1,05 / 100,00   | Novo  |
|                         | Outros                                          | 10    | 1,75 / 100,00   |       |
| Votos Inválidos         | Votos Inválidos                                 | 11    | 1,93 / 100,00   | 0,07  |
| Total                   | Total                                           | 570   | 100,00 / 100,00 |       |
| Eleitorado/Participação | Eleitorado/Participação                         | 939   | 60,70 / 100,00  | 2,58  |

#### Nossa Senhora da Graça do Divor
| Partido                 | Partido                                         | Votos | %               | +/-  |
| ----------------------- | ----------------------------------------------- | ----- | --------------- | ---- |
|                         | Coligação Democrática Unitária                  | 122   | 43,88 / 100,00  | 1,01 |
|                         | Partido Socialista                              | 85    | 30,58 / 100,00  | 5,03 |
|                         | Portugal à Frente                               | 30    | 10,79 / 100,00  | 5,99 |
|                         | Bloco de Esquerda                               | 19    | 6,83 / 100,00   | 0,99 |
|                         | Partido Comunista dos Trabalhadores Portugueses | 5     | 1,80 / 100,00   | 1,48 |
|                         | Pessoas–Animais–Natureza                        | 5     | 1,80 / 100,00   | 1,07 |
|                         | Outros                                          | 4     | 1,44 / 100,00   |      |
| Votos Inválidos         | Votos Inválidos                                 | 8     | 2,88 / 100,00   | 0,04 |
| Total                   | Total                                           | 278   | 100,00 / 100,00 |      |
| Eleitorado/Participação | Eleitorado/Participação                         | 389   | 71,47 / 100,00  | 1,03 |

#### Nossa Senhora de Machede
| Partido                 | Partido                                         | Votos | %               | +/-  |
| ----------------------- | ----------------------------------------------- | ----- | --------------- | ---- |
|                         | Partido Socialista                              | 218   | 37,72 / 100,00  | 0,01 |
|                         | Coligação Democrática Unitária                  | 165   | 28,55 / 100,00  | 0,55 |
|                         | Portugal à Frente                               | 96    | 16,61 / 100,00  | 4,37 |
|                         | Bloco de Esquerda                               | 52    | 9,00 / 100,00   | 3,42 |
|                         | Partido Comunista dos Trabalhadores Portugueses | 19    | 3,29 / 100,00   | 0,92 |
|                         | Outros                                          | 12    | 2,07 / 100,00   |      |
| Votos Inválidos         | Votos Inválidos                                 | 16    | 2,77 / 100,00   | 0,74 |
| Total                   | Total                                           | 578   | 100,00 / 100,00 |      |
| Eleitorado/Participação | Eleitorado/Participação                         | 866   | 66,74 / 100,00  | 1,00 |

#### São Sebastião da Giesteira e N.S. da Boa Fé
| Partido                 | Partido                        | Votos | %               | +/-  |
| ----------------------- | ------------------------------ | ----- | --------------- | ---- |
|                         | Partido Socialista             | 237   | 39,83 / 100,00  | 7,36 |
|                         | Coligação Democrática Unitária | 164   | 27,56 / 100,00  | 2,84 |
|                         | Portugal à Frente              | 116   | 19,50 / 100,00  | 5,19 |
|                         | Bloco de Esquerda              | 42    | 7,06 / 100,00   | 1,53 |
|                         | Pessoas–Animais–Natureza       | 7     | 1,18 / 100,00   | 0,49 |
|                         | Outros                         | 17    | 2,86 / 100,00   |      |
| Votos Inválidos         | Votos Inválidos                | 12    | 2,02 / 100,00   | 0,23 |
| Total                   | Total                          | 595   | 100,00 / 100,00 |      |
| Eleitorado/Participação | Eleitorado/Participação        | 926   | 64,25 / 100,00  | 5,71 |

#### São Bento do Mato
| Partido                 | Partido                        | Votos | %               | +/-  |
| ----------------------- | ------------------------------ | ----- | --------------- | ---- |
|                         | Partido Socialista             | 223   | 38,12 / 100,00  | 5,65 |
|                         | Portugal à Frente              | 206   | 35,21 / 100,00  | 9,54 |
|                         | Coligação Democrática Unitária | 85    | 14,53 / 100,00  | 2,58 |
|                         | Bloco de Esquerda              | 37    | 6,32 / 100,00   | 2,28 |
|                         | Outros                         | 20    | 3,42 / 100,00   |      |
| Votos Inválidos         | Votos Inválidos                | 14    | 2,39 / 100,00   | 0,13 |
| Total                   | Total                          | 585   | 100,00 / 100,00 |      |
| Eleitorado/Participação | Eleitorado/Participação        | 999   | 58,56 / 100,00  | 0,49 |

#### São Manços e São Vicente do Pigeiro
| Partido                 | Partido                                         | Votos | %               | +/-   |
| ----------------------- | ----------------------------------------------- | ----- | --------------- | ----- |
|                         | Partido Socialista                              | 348   | 49,79 / 100,00  | 10,02 |
|                         | Coligação Democrática Unitária                  | 128   | 18,31 / 100,00  | 0,68  |
|                         | Portugal à Frente                               | 122   | 17,45 / 100,00  | 12,74 |
|                         | Bloco de Esquerda                               | 40    | 5,72 / 100,00   | 1,91  |
|                         | Pessoas–Animais–Natureza                        | 10    | 1,43 / 100,00   | 1,01  |
|                         | Partido Comunista dos Trabalhadores Portugueses | 9     | 1,29 / 100,00   | 0,68  |
|                         | Partido Popular Monárquico                      | 8     | 1,14 / 100,00   | 0,71  |
|                         | Outros                                          | 17    | 2,43 / 100,00   |       |
| Votos Inválidos         | Votos Inválidos                                 | 17    | 2,43 / 100,00   | 1,38  |
| Total                   | Total                                           | 699   | 100,00 / 100,00 |       |
| Eleitorado/Participação | Eleitorado/Participação                         | 1 088 | 64,25 / 100,00  | 4,77  |

#### São Miguel de Machede
| Partido                 | Partido                                         | Votos | %               | +/-   |
| ----------------------- | ----------------------------------------------- | ----- | --------------- | ----- |
|                         | Partido Socialista                              | 147   | 33,49 / 100,00  | 8,55  |
|                         | Coligação Democrática Unitária                  | 120   | 27,33 / 100,00  | 0,04  |
|                         | Portugal à Frente                               | 73    | 16,63 / 100,00  | 13,17 |
|                         | Bloco de Esquerda                               | 56    | 12,76 / 100,00  | 3,05  |
|                         | Partido Comunista dos Trabalhadores Portugueses | 9     | 2,05 / 100,00   | 1,48  |
|                         | Pessoas–Animais–Natureza                        | 5     | 1,14 / 100,00   | 0,92  |
|                         | Outros                                          | 18    | 4,10 / 100,00   |       |
| Votos Inválidos         | Votos Inválidos                                 | 11    | 2,51 / 100,00   | 0,36  |
| Total                   | Total                                           | 439   | 100,00 / 100,00 |       |
| Eleitorado/Participação | Eleitorado/Participação                         | 669   | 65,62 / 100,00  | 1,82  |

#### Torre de Coelheiros
| Partido                 | Partido                                         | Votos | %               | +/-   |
| ----------------------- | ----------------------------------------------- | ----- | --------------- | ----- |
|                         | Partido Socialista                              | 162   | 47,93 / 100,00  | 14,14 |
|                         | Coligação Democrática Unitária                  | 114   | 33,73 / 100,00  | 6,05  |
|                         | Portugal à Frente                               | 26    | 7,69 / 100,00   | 10,02 |
|                         | Bloco de Esquerda                               | 20    | 5,92 / 100,00   | 1,02  |
|                         | Partido Comunista dos Trabalhadores Portugueses | 4     | 1,18 / 100,00   | 0,18  |
|                         | Outros                                          | 6     | 1,77 / 100,00   |       |
| Votos Inválidos         | Votos Inválidos                                 | 6     | 1,77 / 100,00   | 0,41  |
| Total                   | Total                                           | 338   | 100,00 / 100,00 |       |
| Eleitorado/Participação | Eleitorado/Participação                         | 564   | 59,93 / 100,00  | 4,74  |